# Alvare VII du Kongo
Alvare VII du Kongo  (Mpanzu-a-Mabondo en kikongo et D. Álvaro VII en portugais).Manikongo  du royaume du Kongo de décembre 1665 à juin 1666.

## Règne
Après la défaite et la mort du roi Antoine Ier lors de la Bataille d'Ambuila  le 29 octobre 1665, Alvare VII du Kanda Kinlaza se proclame roi après avoir éliminé physiquement son rival D. Alvaro, marquis de Matari, et ses partisans, le duc de Nsundi et Mani-Vunda. Un autre rival, Dom Afonso époux la sœur de Garcia II, Ana Afonso de Leão, s'enfuit de Sao Salvador vers les montagnes de l'est à un endroit appelé Kingi.
Le nouveau souverain envoie dès Noël 1665  le  Capucin, Frère Girolamo de Montesarchio, afin de conclure la paix avec le gouverneur  Portugais de Luanda, en Angola.   
Le moine ambassadeur est retardé par une rébellion dans le Mbamba et revient seulement dans la capitale du royaume en juin 1666. Entretemps le puissant  Paulo II da Silva, comte de Soyo (1658-1670)  est intervenu à  São Salvador et il avait tué le roi et proclamé à sa place Alvare VIII du Kongo un membre du Kanda Kimpanzu.

## Postérité
Son fils D. António de Leão Mpanzu Kivangi est brièvement en 1698 candidat au titre de Manikongo avec le soutien de la reine Ana Afonso de Leão 

## Source
- (en) John K. Thornton  « The Kingdom of Kongo, ca. 1390-1678. The Development of an African Social Formation ». dans : Cahiers d'études africaines. Vol. 22 N°87-88, systèmes étatiques africains. p. 325-342.